# Centaurea sclerolepis
Centaurea sclerolepis — вид квіткових рослин родини айстрових (Asteraceae). Ареал: Туреччина (Анатолія).